# Sir Pyle S. Culape
Sir Pyle S. Culape est une série de bande dessinée créée par le scénariste française Jean-David Morvan et le dessinateur espagnol José-Luis Munuera dans le mensuel Lanfeust Mag publié par Soleil, qui en a tiré trois albums entre 1999 et 2003.

## Synopsis
Sir Pyle est un mythecin, espèce de médecin pour créatures de légendes avec un côté crapuleux, une malédiction qui le force à rester jeune et un fantôme comme valet.

## Publications

### Albums
- Sir Pyle S. Culape, Soleil :

1. Mythecin généraliste, 1999  (ISBN 2-87764-900-8)[1].
2. Mauvais Souvenirs, 2001  (ISBN 2-84565-009-4).
3. Rien ne se perd…, 2003  (ISBN 2-84565-229-1).

### Lien web
- « Sir Pyle S. Culape », sur bedetheque.com.